# Harstine-sziget
A Harstine-sziget (más néven Harstine vagy Hartstene) az USA Washington államának Mason megyéjéhez tartozó sziget és önkormányzat nélküli település. A 2000. évi népszámláláskor 1002 lakosa volt.

## Története
1838. augusztus 18-án Charles Wilkes és csapata felfedezőútra indult; 1841-ben az USA nyugati partjához érkeztek.
A szigetet a szárazfölddel összekötő közúti hidat 1969. június 22-én adták át; előtte komp közlekedett.

### Elnevezése
A sziget neve 1997-ben hivatalosan Harstine-sziget lett; a névadó Henry J. Hartstene hadnagy (más források szerint Hartstein).
A források a szigetet más neveken is említik:
- Charles Wilkes Narrative of the U.S. Exploring Expedition könyve alapján H. J. Hartstein hadnagy a USS Porpoise legénységének tagja volt.[6]
- Edmond Stephen Meany History of the State of Washington című könyve szerint a Hartstene-sziget névadója H. J. Hartstein.[7]
- Az 1923-as Origin of Washington Geographic Names kiadvány szerint a Hartstene-sziget nevét H. J. Hartstene-ről kapta.[8]
- A The Washington Historical Quarterly By Washington University State Historical Society szerint a Harstine-sziget névadója egy Hartstene családnevű személy.[9]
- Dr. Harry W. Deegan leírása szerint a Harstine-sziget H. J. Harstine nevét vette fel.[10]
- A Hartstene Pointe Maintenance Association a szigetet Harstine-nek nevezi, azonban a szervezet és annak hírlevele a Hartstene megnevezést használja.[11]

## Fordítás
- Ez a szócikk részben vagy egészben  a   Harstine Island, Washington című angol Wikipédia-szócikk ezen változatának fordításán alapul.  Az eredeti cikk szerkesztőit annak laptörténete sorolja fel. Ez a jelzés csupán a megfogalmazás eredetét és a szerzői jogokat jelzi, nem szolgál a cikkben szereplő információk forrásmegjelöléseként.